# La casa del ángel
La casa del ángel s una pel·lícula argentina en blanc i negre que es va estrenar l'11 de juliol de 1957, basada en La casa del ángel una novel·la de Beatriz Guido, publicada el 1954 i que va servir com a trampolí a una fructífera carrera literària.
Portada al cinema pel seu espòs, el director de cinema Leopoldo Torre Nilsson, aviat es va convertir un èxit de taquilla, tant per la seva estètica de la mateixa com pel nou de la forma en què havia estat filmada.
La pel·lícula va suposar l'inici d'una manera de filmar que Nilsson va continuar utilitzant durant molts anys, estretament vinculada amb l'estil de la nouvelle vague francesa, i va llançar a la fama a la parella Elsa Daniel i Lautaro Murúa.
La casa del ángel va ser seleccionada com la segona millor pel·lícula del cinema argentí de tots els temps en l'enquesta realitzada pel Museo del Cine Pablo Ducrós Hicken el 1977, mentre que va ocupar el lloc 6 en l'edició de 1984 i el 10 en la de 2000. En una nova versió de l’enquesta organitzada en 2022 per les revistes especialitzades La vida útil, Taipei i La tierra quema, presentada al Festival Internacional de Cinema de Mar del Plata, la pel·lícula va assolir el lloc 22.

## Argument
La història se centra en Ana Castro, una adolescent de catorze anys que viu amb una mare molt religiosa i un pare —el Dr. Castro— interessat en la política i en el govern. Ana viu també amb les seves germanes: Julieta —qui desobeeix obertament els ensenyaments religiosos de la seva mare— i Isabel, sempre absent i a vegades molt estricta i vanitosa. Ana comença a experimentar nous canvis en la seva vida, que la deixaran totalment confosa.
En les vacances d'estiu la seva cosina Vicenta arriba a visitar a la família i sempre té intencions de malmetre Ana amb els nois, i fins i tot parlen de sexe i assumptes que ella no està acostumada a escoltar.
En el transcurs dels dies, Ana comença a pertorbar-se amb les obsessions religioses de la seva mare, pensaments sobre el sexe i la imatge de l'infern i l'apocalipsi que li inculca la seva nana. Però la seva vida canviarà en conèixer al diputat Pablo Aguirre, un home faldiller que va matar diversos oponents en duels.
Aguirre repta a un duel de pistola a un opositor que l'acusa de fraudulent. El duel es farà a la casa d'Ana, on pensant que pot ser el seu últim ball la convida a ballar en una festa.
La nit en què es realitza el duel, Ana s'acosta a l’habitació d'Aguirre per a desitjar-li sort i li dona el seu rosari. Allí, Aguirre acaba violant-la i Ana es dirigeix a la seva habitació. Després, aquesta li desitja la mort en el duel però Aguirre sobreviu i es fa amic del seu pare.
Passen els anys, Aguirre continua anant a casa d'Ana a visitar al seu pare i es queden hores enraonant. La violació mai es devela i Ana acaba trista deambulant pels carrers. Ella esmenta que veu a Aguirre a tot arreu i fins i tot apareix fins i tot en els moments més crítics.

## Comentaris
En 1998, Pablo Torre, fill de Torre Nilson, va dirigir una pel·lícula amb un títol molt similar, La cara del ángel, en el seu record. El nom es deu al fet que va ser rodada en una mansió del barri de Belgrano demolida en 1974 que ostentava com a singular detalli l'escultura d'un àngel, per la qual cosa era oficialment coneguda com a Palacio Delcasse.
Elsa Daniel ja havia estat dirigida per Torre Nilsson en Graciela i va tornar a ser-ho a La mano en la trampa (on va tornar a treballar amb Lautaro Murúa) i La caída.

## Repartiment
- Elsa Daniel interpreta al personatge d'Ana Castro, una jove adolescent que viu pertorbada per la seva mare, qui és molt religiosa i la seva nana qui li parla de l'infern. El seu comportament és tímid i aïllador ja que la seva única companyia és la seva cosina Vicenta.
- Lautaro Murúa interpreta al personatge de Pablo Aguirre, un diputat faldiller que viu amb la seva promesa, Cristina. Aquest pròximament tindrà diversos enfrontaments en la política i arriba a un duel de mort amb el seu rival, el diputat Esquivel.
- Berta Ortegosa interpreta a la Sra. de Castro, mare d'Ana, Isabel i Julieta. Sempre està al corrent de les seves filles, i és capaç de percebre el pecat en tan sols una mirada.
- Bàrbara Mujica interpreta a Vicenta, una jove que visita a la família Castro els fins de setmanes i en les vacances. Ella trsbalsa Ana parlant-li del sexe i li demana un repte de besar a una estàtua d'un home nu que es trobava al jardí.
- Yordana Fain interpreta a Nana, una dona religiosa que mortifica a Ana parlant-li de l'infern i sobre la vinguda de Crist. A més, s'encarrega de l'ensenyament d'hàbits religiosos de les germanes Castro.
- Guillermo Battaglia interpreta al Dr. Castro, un home interessat en la política, és pare d'Ana i les seves germanes. Aquest ofereix la seva casa perquè es dugui a terme el duel entre els diputats Esquivel i Aguirre.
- Lilí Gacel interpreta a Julieta Castro, germana d'Isabel i Ana. És una jove que no respecta l'hàbit i regles espirituals que la seva mare li ensenya i és sorpresa quan es nega a banyar-se amb la roba posada.
- Nora Massi interpreta al personatge d'Isabel Castro, germana de Julieta i Ana. D'aparença absent i aïllada, li agrada la moda en els vestits i és sorpresa per la seva mare mentre es provava un vestit descobert davant del mirall.
- Alejandro Rey interpreta a Julián, el cosí d'Ana i les seves germanes. Aquest es trobava de visita a la casa de la família Castro i és sorprès per Ana, qui es dirigeix corrent cap a l'i ho besa sense cap motiu.
- Paquita Vehil interpreta a Cristina, promesa de Pablo Aguirre.

### Altres intèrprets
- Alicia Bellán
- Elvira Moreno
- Domingo Mania
- Beto Gianola
- Miguel Caizzo
- Alberto Barcel
- Roberto Bordoni
- Amalia Britos
- Florián Mitchel
- Pedro Garza
- Rosita Zucker
- O. López Sansac
- Félix Tortorelli
- Eva Pisarro
- Miguel Cossa
- Alberto Rudoy
- G. Cadeiras
- Enrique Kossi
- Arsenio Perdiguero
- Susana Latou

## Lloc de filmació
La pel·lícula va ser rodada en Buenos Aires, específicament al carrer Cuba 1919 del barri de Belgrano, on queda situada la mansió Cassale utilitzada com a escenari principal de la pel·lícula.

## Estrenes
La pel·lícula es va projectar per primera vegada en un cinema del carrer Corrientes de Buenos Aires l'11 de juliol de 1957, i havia iniciat el seu rodatge en inicis de juny. Tot seguit va gaudir d'una bona comercialització, arribant als Estats Units a l'agost del mateix any amb el títol The House of the Angel. Més tard, va ser vista en molts cinemes de països llatinoamericans i així la seva carrera comercial es va estendre fins al Japó,on es va estrenar en 1957 i Alemanya, on es va estrenar en 1958. A més, també es va exhibir al Festival de Canes.

## Comentaris
Leslie Halliwell (a Halliwell’s Film Guide, Londres 1989, 7a edició) va escriure:
| « | «Fascinant clàssic menor, en un estil fortament wellesiano.» | » |

Roland a Crítica va escriure:
| « | «La tècnica és contínua cerca. No hi ha vacil·lacions. Sempre la càmera persegueix el millor efecte o es mou curiosament o entra en els personatges per a sorprendre la intimitat psicològica.» | » |

Eric Rohmer va opinar:
| « | «Aquesta és la millor pel·lícula que ha arribat des de Sud-amèrica des del començament del cinema.» | » |

Manrupe i Portela escriuen:
| « | «L'obra emblemàtica de Torre Nilsson i la confirmació del seu estil, després de Graciela. Tot subratlla la decadència, la pacatería, el masclisme, la pèrdua de la innocència malgrat tot. Formalment influenciada per Ingmar Bergman, per Wyler, per Luis García Berlanga, pot parlar-se de cinema argentí. I és el començament d'una nova forma d'expressió que influiria en la futura generació del ’60.» | » |

## Anàlisi cinematogràfica
El film té una densitat novel·lística poc corrent al cinema, la seva fidelitat a l'obra és tal que a l'hora de transposar al pla fílmic mons propis de l'escriptura -la primera veu del text- aconsegueix conservar la seva faç literària sense ser impersonal. Rica en termes simbòlics predominen atmosferes absorbents i l'aura poètica de l'obra és innegable de principi a fi. Per a aquesta comesa Torre Nilsson fa ús dels primers plans sobre els personatges, intensificant el rol dels seus personatges, aquests que estan subjectes a la subtil observació d'aquest ull que tot el veu –la cambra- i que ens fa còmplices dels seus mons tan estranys.
El personatge central de la història comporta des del seu origen literari símptomes de bogeria i decadència, on es barregen inseguretats i certeses del present i del passat en el que per moments sembla un imaginari oníric. És interessant l'abordatge a una temàtica tan intocable com la religió inclusivament des de la seva perspectiva fanàtica quant a la por al pecat inculcat, a la qual s'anima a desafiar, aquí vista des d'una dualitat amenaçadora: culpa i càstig, alleujament i amenaça. El film ens dona pautes sobre la gènesi de la desgràcia que embolica la seva protagonista. Des d'Ana i la seva vinculació amb la resta dels personatges, Torre Nilsson aprofundeix en la incomunicació enmig d'una societat plena de tabús on la censura religiosa parla d'una concepció arcaica d'aquesta. Gairebé com una radiografia del ser nacional reprimit, figura que abordaria amb recurrència el cinema-crític realista que per aquests anys emergia.

## Reconeixement
La pel·lícula està basada en una novel·la de Beatriz Guido, qui havia rebut el Premi Emecé en 1955. Més tard, en la 18a edició dels Premis Globus d'Or, la pel·lícula va ser candidata a la categoria de "Millor pel·lícula de parla no anglesa". A més, va competir pel Palma d'or en el Festival de Cannes.
| Any  | premio            | Categoria                                              | Nominat                | Resultat |
| ---- | ----------------- | ------------------------------------------------------ | ---------------------- | -------- |
| 1961 | Globus d'Or       | Globus d'Or a la millor pel·lícula de parla no anglesa | Leopoldo Torres Nilson | Nominat  |
| 1957 | Festival de Canes | Palma d'or                                             | Leopoldo Torres Nilson | Nominada |